# Albert Quixall
Albert Quixall (9. srpna 1933, Sheffield – 12. listopadu 2020) byl anglický fotbalový útočník.

## Fotbalová kariéra
Začínal v týmu Sheffield Wednesday FC. V září 1958 přestoupil do Manchester United FC za 45.000 liber, což byl tehdy anglický rekord. Byl jedním z klíčových hráčů Mattem Busbym nově budovaného týmu po letecké katastrofě týmu v Mnichově 6. února 1958. Po odchodu z Manchesteru hrál v nižších ligových soutěžích za Oldham Athletic AFC a Stockport County FC a v neligovém týmu Altrincham FC. S Manchester United FC vyhrál v roce 1963 Anglický pohár. V Poháru vítězů pohárů nastoupil ve 3 utkáních. Za anglickou fotbalovou reprezentaci nastoupil v letech 1954–1955 v 5 utkáních. Byl členem anglické reprezentace na Mistrovství světa ve fotbale 1954, ale zůstal mezi náhradníky a do utkání nezasáhl.

## Ligová bilance
| Ročník                                  | Zápasy | Góly | Klub                   |
| --------------------------------------- | ------ | ---- | ---------------------- |
| Football League First Division 1950/51  | 2      | 1    | Sheffield Wednesday FC |
| Football League Second Division 1951/52 | 26     | 3    | Sheffield Wednesday FC |
| Football League First Division 1952/53  | 27     | 1    | Sheffield Wednesday FC |
| Football League First Division 1953/54  | 30     | 2    | Sheffield Wednesday FC |
| Football League First Division 1954/55  | 35     | 5    | Sheffield Wednesday FC |
| Football League Second Division 1955/56 | 39     | 17   | Sheffield Wednesday FC |
| Football League First Division 1956/57  | 41     | 22   | Sheffield Wednesday FC |
| Football League First Division 1957/58  | 37     | 11   | Sheffield Wednesday FC |
| Football League Second Division 1958/59 | 4      | 2    | Sheffield Wednesday FC |
| Football League First Division 1958/59  | 33     | 4    | Manchester United FC   |
| Football League First Division 1959/60  | 33     | 13   | Manchester United FC   |
| Football League First Division 1960/61  | 38     | 13   | Manchester United FC   |
| Football League First Division 1961/62  | 21     | 11   | Manchester United FC   |
| Football League First Division 1962/63  | 31     | 7    | Manchester United FC   |
| Football League First Division 1963/64  | 9      | 3    | Manchester United FC   |
| Football League Third Division 1964/65  | 13     | 6    | Oldham Athletic AFC    |
| Football League Third Division 1965/66  | 27     | 5    | Oldham Athletic AFC    |
| Football League Fourth Division 1966/67 | 13     | 0    | Stockport County FC    |
| Celkem                                  | 456    | 126  |                        |